# Observatorio Astrofísico Especial de la Academia de Ciencias de Rusia
El Observatorio Astrofísico Especial de la Academia de Ciencias de Rusia (del ruso: Специальная Астрофизическая Обсерватория), abreviado como SAO RAS, fue fundado en 1966 por la Unión Soviética, y es operado actualmente por la Academia de Ciencias de Rusia. Basado junto al valle del río Bolshoi Zelenchuk, en el Gran Cáucaso, se halla cerca del pueblo de Nizhny Arjyz. El observatorio alberga el gran telescopio óptico BTA-6 y el radiotelescopio RATAN-600. Los dos instrumentos están localizados a unos 20 km de distancia.

## Telescopio óptico BTA-6

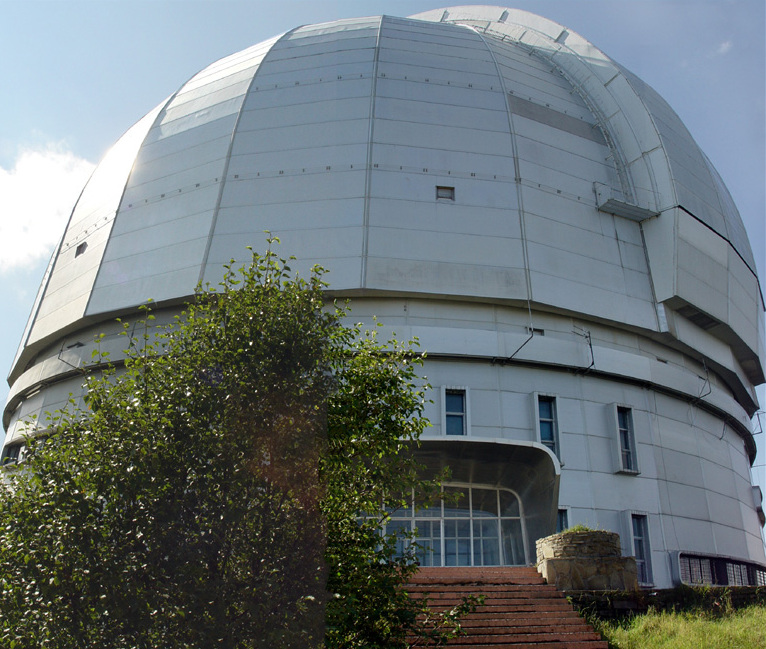
Domo del telescopio BTA-6. Entrada principal.

El BTA-6 (Большой Телескоп Альтазимутальный, o Gran Telescopio Altazimutal) vio la primera luz en 1975. El espejo primario tiene un diámetro de 6 metros, está albergado en un domo de 48 m de diámetro, y se halla a una altitud de 2070 m. Es el mayor espejo primario de una sola pieza instalado en un telescopio reflector óptico hasta la actualidad.
Telescopios posteriores de tamaño comparable o más grandes como el  el telescopio Keck 1 en Hawái de 10 m de diámetro concluido en 1993, han empleado espejos adaptativos o segmentados. En los años 90 se desarrolló la tecnología de moldeado rotativo (con la que se produjo, por ejemplo, el espejo primario de 8,4 m de diámetro del Gran Telescopio Binocular a finales de los años 1990). 
Su montura altazimutal implica la necesidad de utilizar un mecanismo de rotación y elevación para mantener la orientación del campo de visión.
Los resultados iniciales fueron decepcionantes debido al agrietamiento del primer espejo de vidrio borosilicatado, que se reemplazó en 1978. El domo necesario para alojar el enorme y masivo espejo de 42 toneladas, dificulta el mantener el telescopio a una temperatura constante adecuada durante las sesiones de observación. La turbulencia atmosférica causada por el flujo del viento sobre las cumbres del cercano Cáucaso perjudican las condiciones de visibilidad del emplazamiento del telescopio, y es raro disponer de condiciones de observación con una resolución angular mejor que un segundo de arco. A pesar de estas limitaciones, el BTA-6 sigue siendo un instrumento importante, capaz de tomar imágenes de objetos de magnitud 26.

## Otros telescopios ópticos

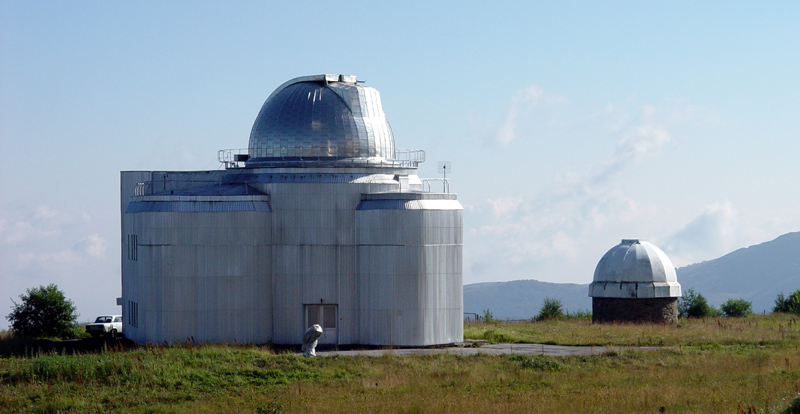
El telescopio Zeiss-1000 de 1 metro, con el Zeiss de 60-centímetros detrás.

Junto con el BTA-6, el SAO opera dos telescopios más pequeños en el mismo lugar, construidos por Carl Zeiss. Ambos instrumentos son utilizados como soporte de los programas del BTA-6, así como en tareas de observación independientes. El consejo del SAO estableció en sus programas originalmente que los trabajos reservados para el BTA-6 pueden ser asumidos por estos telescopios, lo que ocupa aproximadamente el 10% de su tiempo.
El instrumento más grande, el Zeiss-1000 de 1 metro, está localizado a menos de medio kilómetro del BTA-6 en su edificio propio, que integra una serie de oficinas que rodean el edificio principal coronado por un domo. El Zeiss-1000 vio su primera luz en 1990, y la instalación, incluyendo la instrumentación adicional, se completó totalmente en 1993.
En 1994 se añadió el telescopio Zeiss de 60 cm, que anteriormente formaba parte del Observatorio de la Universidad Estatal de Kazán. Está localizado a tan solo unas cuantas decenas de metros del Zeiss-1000, en un edificio mucho más sencillo que consiste únicamente en el domo y las paredes de mampostería que lo soportan.

## Radiotelescopio RATAN-600

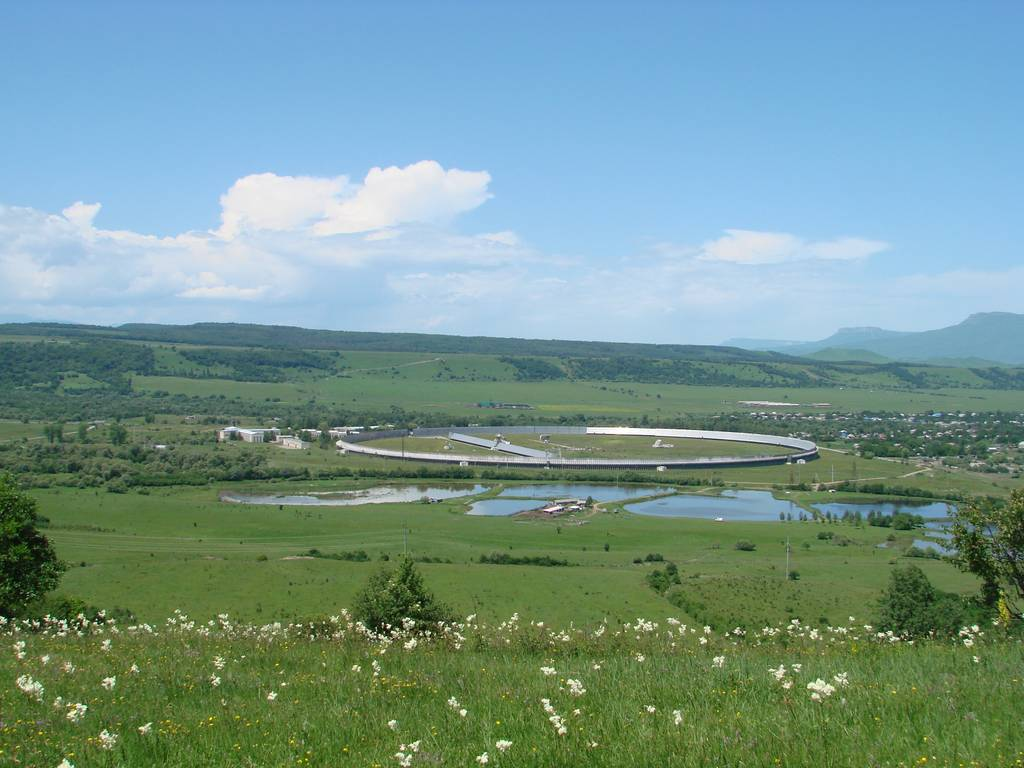
El radiotelescopio RATAN-600

El radiotelescopio RATAN-600  (en ruso: РАТАН-600 – РАдио Телескоп Академии Наук, o Radiotelescopio de la Academia de Ciencias), consta de un círculo de 576 m de diámetro formado por reflectores radiofónicos rectangulares, también pertenece al observatorio. Está situado a una altitud de 970 m, en las coordenadas 43°49′34.20″N 41°35′12.06″E / 43.8261667, 41.5866833. Cada uno de los 895 receptores de 2×7,4 m pueden ser orientados hacia un espejo secundario cónico central, o a uno de los cinco  receptores cilíndricos parabólicos. Cada reflector está combinado con una cabina de instrumentación que contiene varios auriculares e instrumentos. El efecto global es que el poder de resolución de la antena central parcialmente orientable equivale al de una parábola de 600 metros de diámetro (cuando se utiliza el receptor cónico central), convirtiéndolo en el mayor radiotelescopio individual del mundo.
El radiotelescopio puede operar en tres modos:
- Sistema de dos espejos: Un sector del anillo se enfoca en un espejo secundario cilíndrico y después en los receptores
- Sistema de tres espejos: El espejo plano lineal refleja las ondas al sector sur del anillo, que enfoca la señal en un receptor secundario cilíndrico y en el otro sistema de receptores (del tipo espejo periscópico del sistema Kraus)
- Anillo completo: Para las observaciones cerca del zenith, puede ser utilizado el anillo completo, junto con el espejo secundario cónico y sus receptores

Es posible realizar observaciones independientes en varios acimuts discretos simultáneamente: para ello, un sector del anillo se utiliza con uno de los espejos secundarios y unidades de receptores, que pueden ser desplazados sobre un sistema de raíles;  mientras que otro sector conjuntamente con otro espejo secundario puede ser utilizado para una observación independiente. En una longitud de onda de 8 cm, el área captación eficaz del anillo entero es de 1000 metros cuadrados, con un poder de resolución en el plano horizontal de 1 minuto de arco.
El RATAN-600 es principalmente operado como un telescopio de tránsito, en el que la rotación de la Tierra suele situar el foco del instrumento sobre el punto elegido. Pueden realizarse observaciones de radiofrecuencia en la banda de 610 MHz a 30 GHz, principalmente ondas centimétricas, con una resolución angular de hasta 2 segundos de arco. La observación del Sol en longitudes de onda radiofónicas, en particular de la corona solar, ha sido el foco de atención del programa científico del RATAN-600 durante mucho tiempo. También ha contribuido a la observación radiofónica dentro del proyecto SETI. El RATAN-600 no ha sido lastrado por los problemas técnicos del vecino BTA-6, y generalmente ha mantenido una alta demanda desde sus primeras operaciones a mediados de 1974.

## Lecturas relacionadas
- Parijskij, N; Korol'kov, D (1987). «Experiment Cold: The first deep sky survey with the RATAN-600 radio telescope». Astrophysics and Space Physics Review 5: 39-179. Bibcode:1987ASPRv...5...39P.
- Ioannisiani BK; Neplokhov EM; Kopylov IM; Rylov VS; Snezhko LI (1982). «The Zelenchuk 6M telescope (BTA) of the USSR Academy of Sciences». ASSL Vol. 92: IAU Colloq. 67 92: 3-10. Bibcode:1982ialo.coll....3I. doi:10.1007/978-94-009-7787-7_1.